# Inaugurace prezidenta České republiky
Inaugurace prezidenta České republiky je slavnostní ceremonie, při které je zvolený kandidát na prezidenta uveden do úřadu prezidenta České republiky. Tradičně se tak koná den po vypršení pětiletého mandátu předchozí hlavy státu. Obřad probíhá ve Vladislavském sále na Pražském hradě.

## Volby předcházející inauguraci
Inauguraci předchází přímá volba prezidenta. Kandidáti musejí mít podporu minimálně 10 senátorů, nebo 20 poslanců, nebo 50 tisíc občanů, aby se mohli voleb zúčastnit. Právo volit má každý občan starší 18 let a prezidentem je zvolen kandidát, který získá nadpoloviční většinu všech platných odevzdaných hlasů. Když k tomu nedojde, koná se za čtrnáct dní druhé volební kolo, do kterého postupují dva nejúspěšnější kandidáti z kola prvního. Kdo ve druhém kole získá více hlasů, vyhrává volby a stává se zvoleným prezidentem. Do úřadu nastupuje po konci mandátu svého předchůdce.

## Průběh

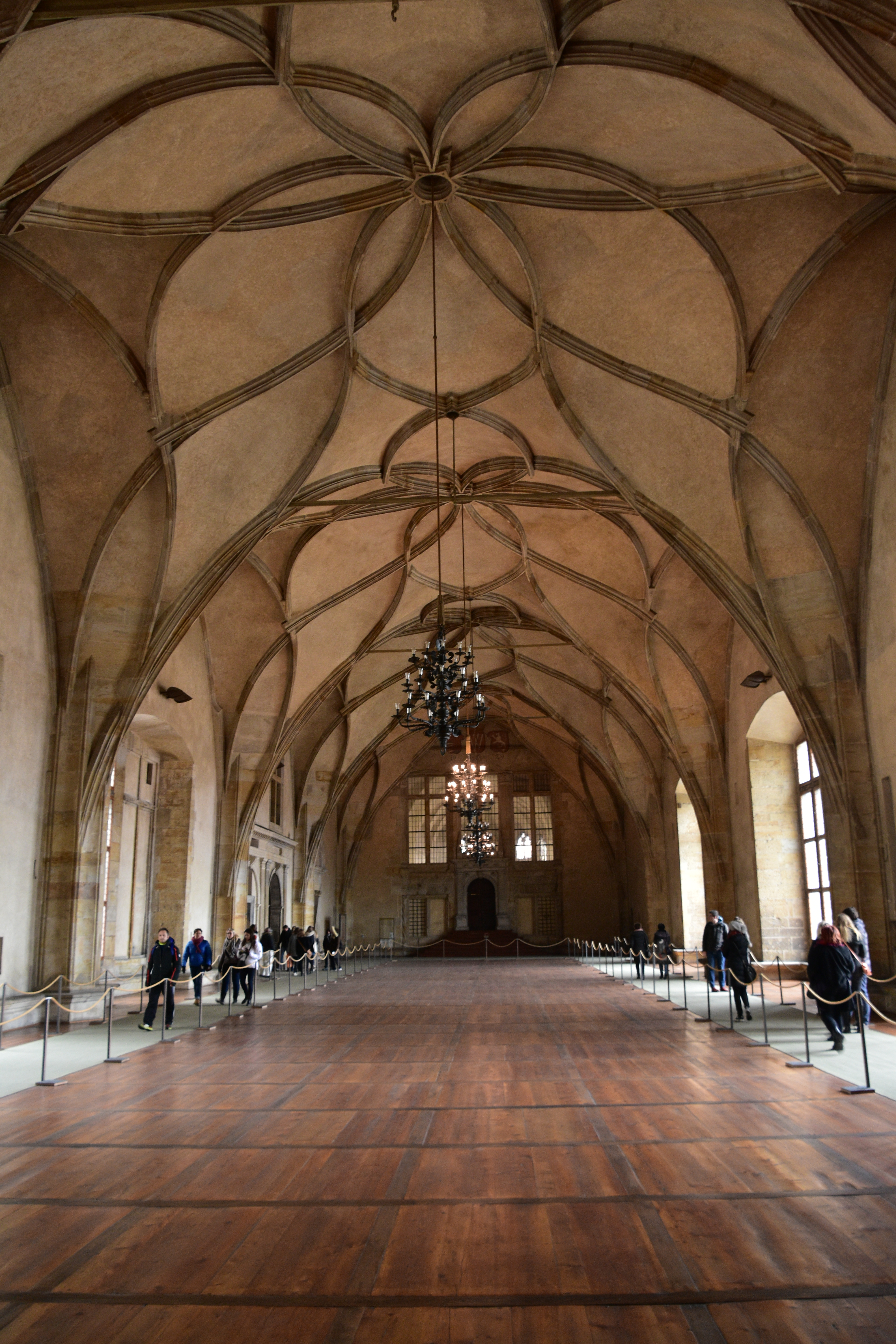
Vladislavský sál, tradiční místo konání inaugurace

### Přípravy
Na organizaci slavnosti se podílí zástupci Poslanecké sněmovny, Senátu, prezidentské kanceláře a týmu zvoleného prezidenta. Organizace společné schůze obou komor Parlamentu je v kompetenci předsedy Sněmovny, jehož jménem jsou rozesílány pozvánky. O půlnoci mezi posledním dnem mandátu končícího prezidenta a dnem inaugurace je nad Pražským hradem stažena standarta prezidenta republiky, a bude opět vztyčena až se nový prezident ujme úřadu.
V tuto chvíli tedy nastává několikahodinové období, kdy republika nemá hlavu státu. Podle Ústavy (článek 66) v době, kdy země nemá prezidenta, ať už proto, že je k tomu nezpůsobilý, nebo se čeká na jeho inauguraci, zastupuje tuto funkci předseda vlády a předseda Sněmovny (případně předseda Senátu). Jedná se však jen o hodiny, neboť nový prezident je již několik týdnů zvolený a pouze se čeká na oficiální pronesení a podepsání slibu. Pokud znovuzvolený prezident skládá slib pro druhé volební období, koná se inaugurace o den dříve (tj. poslední den starého mandátu) a tato mezera nenastává.

### Složení slibu
Slavnostní ceremoniál se tradičně koná ve Vladislavském sále na Pražském hradě. Slavnostní schůze obou komor Parlamentu se vedle poslanců a senátorů účastní zpravidla i bývalí prezidenti, členové diplomatického sboru, rektoři, zástupci soudní moci (předseda Ústavního soudu) nebo představitelé církve. Podle protokolů Parlamentu ČR celý obřad chystá a organizuje Kancelář prezidenta republiky a záleží právě na ní, jaké prvky státnosti bude ceremonie obnášet. Po příchodu příslušníků Armády ČR a Hradní stráže s vlajkami za znění husitského chorálu (případně jiné zvolené fanfáry, ne však fanfáry z Libuše) přichází budoucí prezident. Nejzásadnější částí inaugurace je slib, který nová hlava státu podle tradičního postupu skládá před Parlamentem. Slib prezident zpravidla pronáší s rukou položenou na slavnostním výtisku Ústavy (Miloš Zeman to však v roce 2018 neučinil, na platnost slibu to nemělo vliv).
| „               | Slibuji věrnost České republice. Slibuji, že budu zachovávat její Ústavu a zákony. Slibuji na svou čest, že svůj úřad budu zastávat v zájmu všeho lidu a podle svého nejlepšího vědomí a svědomí. | “ |
| — Čl. 59 Ústavy | |   |

V době, kdy se nekonala přímá volba prezidenta (do roku 2012), skládala hlava státu slib předsedovi Sněmovny. Od roku 2012 jej skládá předsedovi Senátu. Jakmile jsou nejdůležitější slova inaugurace vyřčena, musí je prezident stvrdit podpisem na slavnostní výtisk speciálním perem u pracovního stolu Tomáše G. Masaryka, prvního československého prezidenta a zakladatele inaugurace. Poté zazní státní hymna a v Praze započne slavnostní salva o 21 ranách z děl. Nad Hradem opět zavlaje standarta, neboť uprázdněný úřad hlavy státu byl obsazen.

### Další ceremonie
Jakmile základní náležitosti ceremonie končí, přichází nový prezident s prvním projevem, jehož obsah není pevně stanoven. S inaugurací se také často pojí symboly státnosti, jako například návštěva katedrály svatého Víta, Václava a Vojtěcha a poklonění ostatkům svatého Václava, návštěva pomníku T. G. Masaryka a položení věnce. K tradiční inauguraci se váže i přehlídka historických praporů a mimo jiné také vojenská přehlídka na nádvoří Pražského hradu, ale například v roce 2023 zvolený prezident Petr Pavel její konání odmítl.

## Seznam
| Prezident    | Datum zvolení  | Datum inaugurace | Slib přijal                                    | Článek o inauguraci            | Inaugurační projev                                                                         |
| ------------ | -------------- | ---------------- | ---------------------------------------------- | ------------------------------ | ------------------------------------------------------------------------------------------ |
| Václav Havel | 26. ledna 1993 | 2. února 1993    | Milan Uhde, předseda Poslanecké sněmovny       | Inaugurace Václava Havla 1993  | Dílo Inaugurační projev prezidenta republiky Václava Havla (1993) ve Wikizdrojích (česky)  |
| Václav Havel | 20. ledna 1998 | 2. února 1998    | Miloš Zeman, předseda Poslanecké sněmovny      | Inaugurace Václava Havla 1998  | Dílo Inaugurační projev prezidenta republiky Václava Havla (1998) ve Wikizdrojích (česky)  |
| Václav Klaus | 28. února 2003 | 7. března 2003   | Lubomír Zaorálek, předseda Poslanecké sněmovny | Inaugurace Václava Klause 2003 | Dílo Inaugurační projev prezidenta republiky Václava Klause (2003) ve Wikizdrojích (česky) |
| Václav Klaus | 15. února 2008 | 7. března 2008   | Miloslav Vlček, předseda Poslanecké sněmovny   | Inaugurace Václava Klause 2008 | Dílo Inaugurační projev prezidenta republiky Václava Klause (2008) ve Wikizdrojích (česky) |
| Miloš Zeman  | 26. ledna 2013 | 8. března 2013   | Milan Štěch, předseda Senátu                   | Inaugurace Miloše Zemana 2013  | Dílo Inaugurační projev prezidenta republiky Miloše Zemana (2013) ve Wikizdrojích (česky)  |
| Miloš Zeman  | 27. ledna 2018 | 8. března 2018   | Milan Štěch, předseda Senátu                   | Inaugurace Miloše Zeman 2018   | Dílo Inaugurační projev prezidenta republiky Miloše Zemana (2018) ve Wikizdrojích (česky)  |
| Petr Pavel   | 28. ledna 2023 | 9. března 2023   | Miloš Vystrčil, předseda Senátu                | Inaugurace Petra Pavla 2023    | Dílo Inaugurační projev prezidenta republiky Petra Pavla (2023) ve Wikizdrojích (česky)    |